# HD101245
HD101245 — хімічно пекулярна зоря спектрального класу A2, що має видиму зоряну величину в смузі V приблизно  7,7.
Вона  розташована на відстані близько 614,2 світлових років від Сонця.